# 考納斯車站

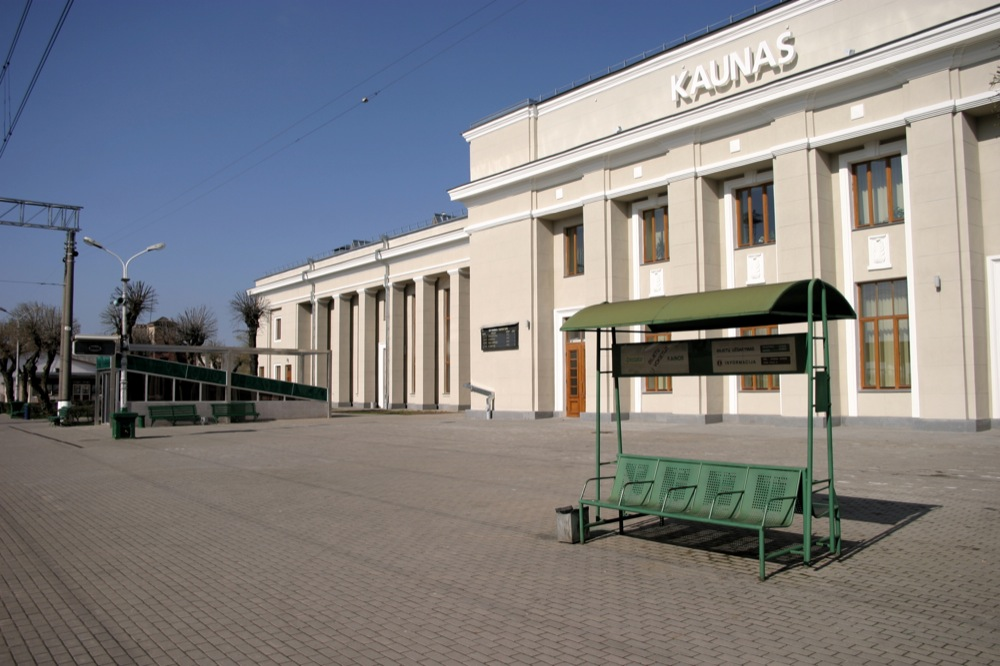
考納斯車站

考納斯車站是立陶宛第二大城市考納斯的主要鐵路車站，建設始於1859年。現今的考納斯車站建於1948年，由建築師彼得·阿沙斯汀 (Petr Ashastin) 設計。